# Rube Goldberg

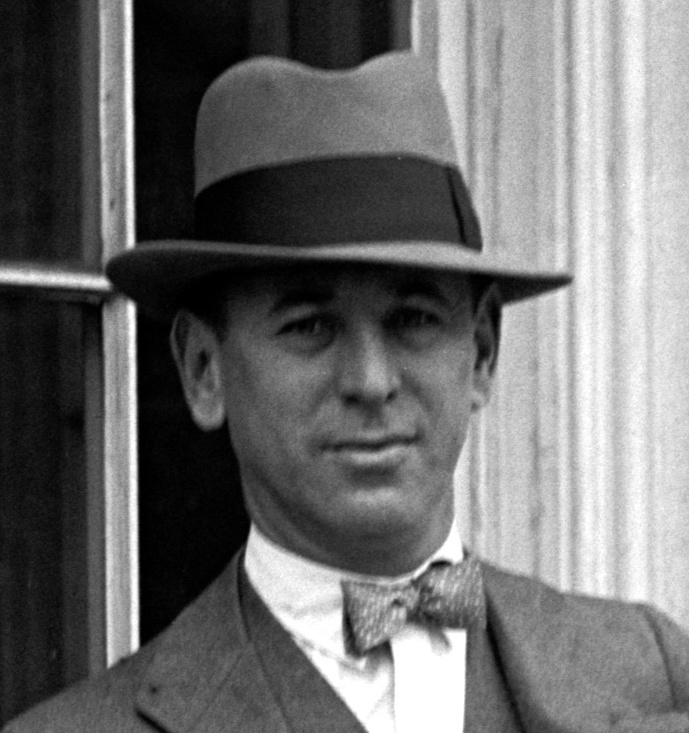
Rube Goldberg (1929)

Rube Goldberg (eigentlich Reuben Lucius Goldberg; * 4. Juli 1883 in San Francisco; † 7. Dezember 1970 in New York) war ein US-amerikanischer Cartoonist sowie Mitbegründer und erster Präsident der National Cartoonists Society, der US-amerikanischen Vereinigung professioneller Cartoonisten.

## Leben und Wirken
Goldberg machte 1904 einen Ingenieursabschluss an der Universität von Kalifornien und begann danach bei der Stadt San Francisco als Ingenieur zu arbeiten. Allerdings gewann seine Leidenschaft für das Zeichnen bereits nach einigen Monaten die Oberhand und Goldberg kündigte, um einen Job beim San Francisco Chronicle als Sportcartoonist zu beginnen. Im folgenden Jahr wechselte er zum San Francisco Bulletin, wo er bis 1907 blieb, um dann nach New York zu wechseln. Er schrieb dort für mehrere Zeitungen, unter anderem New York Evening Journal, New York Evening Mail und New York Journal. Ab 1915 wurden seine diversen Comics, wie Mike and Ike, Boob McNutt, Foolish Questions, Lala Palooza und The Weekly Meeting of the Tuesday Women’s Club, USA-weit vermarktet.
Sein wohl bekanntester Comic aber wurde derjenige um Professor Lucifer Gorgonzola Butts, in dem immer wieder absurd komplizierte Apparaturen zur Ausführung simpelster Aufgaben dargestellt wurden, wodurch der Name Rube Goldberg bzw. der Begriff der „Rube-Goldberg-Maschine“ für unnötig komplizierte technische Lösungen sprichwörtlich wurde.
1930 schrieb er das Drehbuch für die Filmkomödie Die Drei von der Feuerwache, bei der ebenfalls Erfindungen eine Rolle spielten. 1938 nahm er einen Job bei der New York Sun an, wo er politische Cartoons zeichnete, wofür er 1948 den Pulitzer-Preis erhielt.
Zuletzt bis zu seinem Ruhestand 1964 arbeitete er für das New York Journal-American. Im Ruhestand fertigte er Bronzeplastiken und mehrere Ausstellungen mit seinen Werken wurden organisiert, zuletzt 1970 im National Museum of American History in Washington. Goldberg starb am 7. Dezember 1970 und wurde auf dem Mount-Pleasant-Friedhof in Hawthorne beerdigt.

## Einzelnachweis
1. ↑  Der Schriftsteller William S. Burroughs beispielsweise verwendete in seinen Yage Letters von 1963 die Formulierung: „Die Bootsbesitzer verfügen über den Erfindungsreichtum eines Rube Goldberg …“ (William S. Burroughs: Auf der Suche nach Yage. Matthes & Seitz Verlag, Berlin 1992.)

| Personendaten    | Personendaten                             |
| ---------------- | ----------------------------------------- |
| NAME             | Goldberg, Rube                            |
| ALTERNATIVNAMEN  | Goldberg, Reuben Lucius (wirklicher Name) |
| KURZBESCHREIBUNG | US-amerikanischer Cartoonist              |
| GEBURTSDATUM     | 4. Juli 1883                              |
| GEBURTSORT       | San Francisco                             |
| STERBEDATUM      | 7. Dezember 1970                          |
| STERBEORT        | New York                                  |